# Rūstā-ye Sālemābād
Rūstā-ye Sālemābād (persiska: سالم آباد, سالِم آبادِه, سَليم آباد, Sālemābād, روستای سالم آباد) är en ort i Iran.   Den ligger i provinsen Bushehr, i den södra delen av landet, 800 km söder om huvudstaden Teheran. Rūstā-ye Sālemābād ligger 8 meter över havet och antalet invånare är 455.
Terrängen runt Rūstā-ye Sālemābād är kuperad åt nordost, men västerut är den platt. Havet är nära Rūstā-ye Sālemābād åt sydväst. Närmaste större samhälle är Bonjū, 3,4 km norr om Rūstā-ye Sālemābād. 